# Mill Creek (Norris Lake)
Der Mill Creek (englisch für „Mühlbach“) ist ein kleiner Bach im Anderson County im US-Bundesstaat Tennessee.
Er entspringt nahe dem Weiler Mill Creek auf ungefähr 370 m Seehöhe. Nach etwa zwei Kilometern mündet er in den Norris Lake.
Vor Fertigstellung des Norris Dam im Jahr 1936 floss der Mill Creek mehrere Kilometer weiter in nordöstliche Richtung. Bei der gegenwärtigen Insel Pilot Island mündete der Bach in den Clinch River. Heute ist das gesamte untere Tal des Mill Creeks überflutet.